# 동부콜로부스
동부콜로부스(Colobus guereza) 또는 아비시니아콜로부스, 망토게레자는 게레자(Guereza)라는 짧은 이름으로도 잘 알려져 있고, 동부흑백콜로부스 또는 아비시니아흑백콜로부스 로도 알려져 있는 콜로부스속(Colobus) 원숭이로, 구세계원숭이이다. 카메룬과 적도기니, 나이지리아, 에티오피아, 케냐, 탄자니아, 우간다 그리고 차드를 포함하여, 대부분 아프리카 중서부와 동부가 원산지이다.
천적은 침팬지, 표범, 비단구렁이, 맹금류 다.

## 겉모습
이 흑백콜로부스 종들은 키는 약 46 – 71 cm 정도까지, 꼬리는 51 – 89 cm 정도까지 자란다. 몸무게는 5.4 - 14.5 kg 정도이다. 볼주머니는 없으며, 다른 대부분의 콜로부스처럼 엄지손가락도 거의 없다. 털은 윤기가 나는 검은색이며, 얼굴과 엉덩이 주위는 둥글게 흰 털이 나 있고, 옆면과 등쪽에는 망토 형태로 U-자 모양의 흰 털이 나 있다. 꼬리 끝단은 희다. 새끼도 모두 희다. 코 끝은 거의 입에 맞닿아 있다. 뒷다리는 길고 근육이 잘 발달되어 있어 나무 사이를 도약하거나 가지를 튀어 오를 수 있다. 엉덩이는 굳은 살이 박혀 있어 가냘픈 가지 위에서 불편없이 오랜 시간 앉아 있을 수 있다.

## 습성
주행성 동물이자 수목형 동물로, 열대 지방 숲의 나무 꼭대기 가지, 저지대와 고원 지대를 포함하는 삼림 지대와 풀이 나무가 우거진 초원 지대(이곳에서는 지상에서 움직이기도 한다.)에서 산다. 이차 숲이나 강가에서 가장 많이 산다. 망토게레자의 소화 기관은 잎들을 처리할 수 있도록 만들어져 있다.; 위장은 크고, 특별히 발효를 돕는 박테리아가 들어 있다. 가끔 꽃이나, 나뭇가지, 잔가지, 새싹, 씨앗, 어린 가지 등을 먹기도 한다. 이들이 먹는 먹이의 1/3은 과일로 이루어져 있다.

## 아종
이 동부콜로부스는 여러 종의 진귀한 아종이 있다:
- C. guereza guereza
- C. guereza occidentalis
- C. guereza dodingae
- 퍼시발흑백콜로부스 (C. g. percivali)
- 마우숲게레자 (C. g. matschiei)
- 케냐산게레자 (C. g. kikuyuensis)
- 킬리만자로게레자 (C. g. caudatus)

## 계통 분류
다음은 콜로부스족의 계통 분류이다.

|  | 동부콜로부스                                                  |
|  |                                                               |
|  | \| \| 서부콜로부스 \| \| \| \| \| \| 센털콜로부스 \| \| \| \| |
|  |                                                               |
|  | 서부콜로부스                                                  |
|  |                                                               |
|  | 센털콜로부스                                                  |
|  |                                                               |

|  | 서부콜로부스 |
|  |              |
|  | 센털콜로부스 |
|  |              |

|  | 동부콜로부스                                                  |
|  |                                                               |
|  | \| \| 서부콜로부스 \| \| \| \| \| \| 센털콜로부스 \| \| \| \| |
|  |                                                               |
|  | 서부콜로부스                                                  |
|  |                                                               |
|  | 센털콜로부스                                                  |
|  |                                                               |

|  | 서부콜로부스 |
|  |              |
|  | 센털콜로부스 |
|  |              |

|  | 동부콜로부스                                                  |
|  |                                                               |
|  | \| \| 서부콜로부스 \| \| \| \| \| \| 센털콜로부스 \| \| \| \| |
|  |                                                               |
|  | 서부콜로부스                                                  |
|  |                                                               |
|  | 센털콜로부스                                                  |
|  |                                                               |

|  | 서부콜로부스 |
|  |              |
|  | 센털콜로부스 |
|  |              |

|  | 동부콜로부스                                                  |
|  |                                                               |
|  | \| \| 서부콜로부스 \| \| \| \| \| \| 센털콜로부스 \| \| \| \| |
|  |                                                               |
|  | 서부콜로부스                                                  |
|  |                                                               |
|  | 센털콜로부스                                                  |
|  |                                                               |

|  | 서부콜로부스 |
|  |              |
|  | 센털콜로부스 |
|  |              |

|  | 붉은콜로부스속   |
|  |                  |
|  | 올리브콜로부스속 |
|  |                  |

|  | 동부콜로부스                                                  |
|  |                                                               |
|  | \| \| 서부콜로부스 \| \| \| \| \| \| 센털콜로부스 \| \| \| \| |
|  |                                                               |
|  | 서부콜로부스                                                  |
|  |                                                               |
|  | 센털콜로부스                                                  |
|  |                                                               |

|  | 서부콜로부스 |
|  |              |
|  | 센털콜로부스 |
|  |              |

|  | 동부콜로부스                                                  |
|  |                                                               |
|  | \| \| 서부콜로부스 \| \| \| \| \| \| 센털콜로부스 \| \| \| \| |
|  |                                                               |
|  | 서부콜로부스                                                  |
|  |                                                               |
|  | 센털콜로부스                                                  |
|  |                                                               |

|  | 서부콜로부스 |
|  |              |
|  | 센털콜로부스 |
|  |              |

|  | 동부콜로부스                                                  |
|  |                                                               |
|  | \| \| 서부콜로부스 \| \| \| \| \| \| 센털콜로부스 \| \| \| \| |
|  |                                                               |
|  | 서부콜로부스                                                  |
|  |                                                               |
|  | 센털콜로부스                                                  |
|  |                                                               |

|  | 서부콜로부스 |
|  |              |
|  | 센털콜로부스 |
|  |              |

|  | 동부콜로부스                                                  |
|  |                                                               |
|  | \| \| 서부콜로부스 \| \| \| \| \| \| 센털콜로부스 \| \| \| \| |
|  |                                                               |
|  | 서부콜로부스                                                  |
|  |                                                               |
|  | 센털콜로부스                                                  |
|  |                                                               |

|  | 서부콜로부스 |
|  |              |
|  | 센털콜로부스 |
|  |              |

|  | 붉은콜로부스속   |
|  |                  |
|  | 올리브콜로부스속 |
|  |                  |

## 군집 생활과 생식
망토게레자는 통상적으로 1마리 또는 그 이상의 성숙한 수컷과 함께 6-9마리씩 무리를 짓는다. 이들 집단이 차지하는 영역은 약 0.16 km2이다. 이들은 다른 집단을 몰아낸 영역 내에, 자신들의 일정한 선취 영역을 가지고 있지만, 타 집단을 항구적으로 배제하는 것은 아니다. 집단이 만날때면 시각적으로 소리로 표시가 나며, 성숙한 수컷들이 다른 집단을 쫓아내려고 밤과 새벽에 함께 큰 소리를 지른다.
임신 기간은 5개월이며, 한 번에 한 마리를 낳고, 약 20개월마다 새끼를 낳는다. 새끼는 성숙해지는 데, 약 4-6년이 걸린다. 사육 상태에서 이들의 수명은 약 23년까지 도달한다.

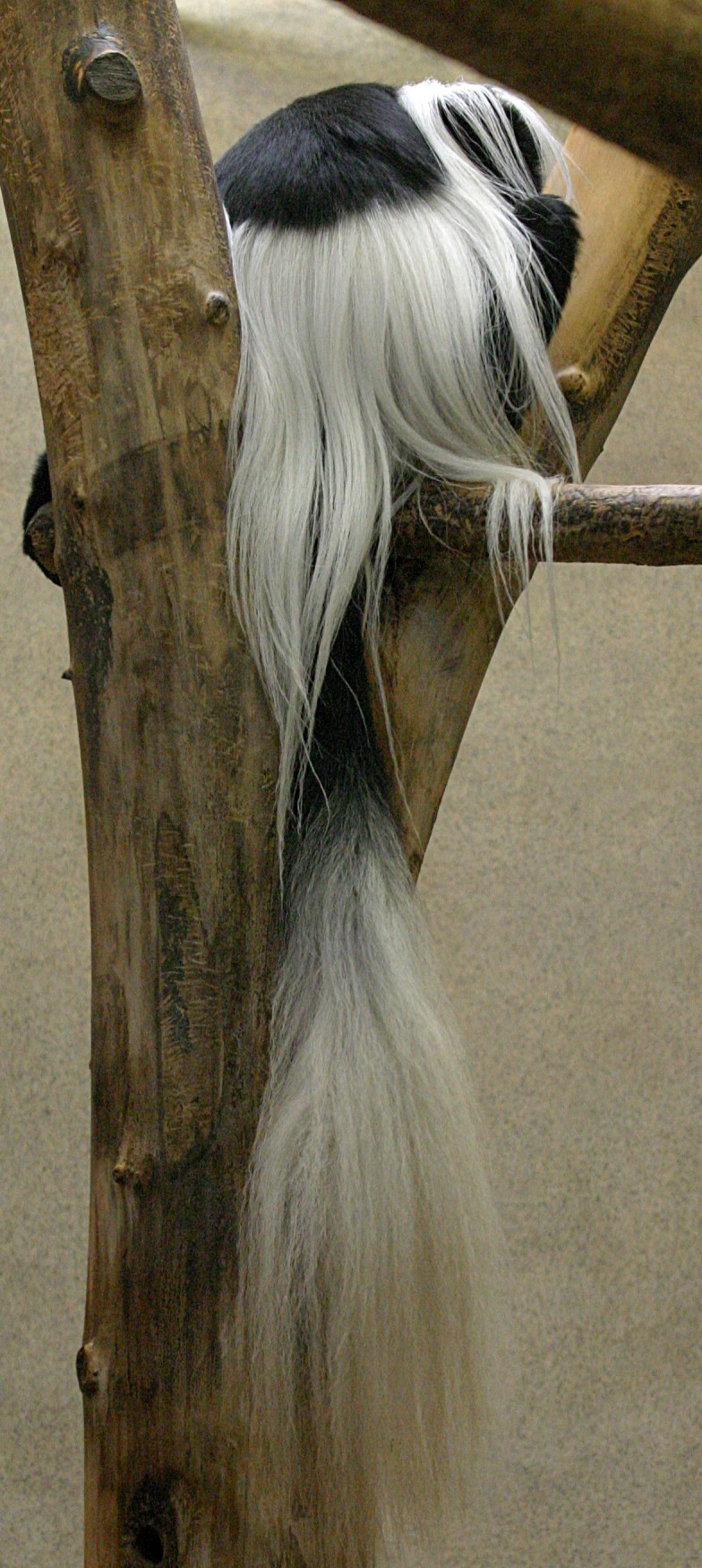
밀워키 카운티 동물원에 있는 망토게레자의 등과 꼬리
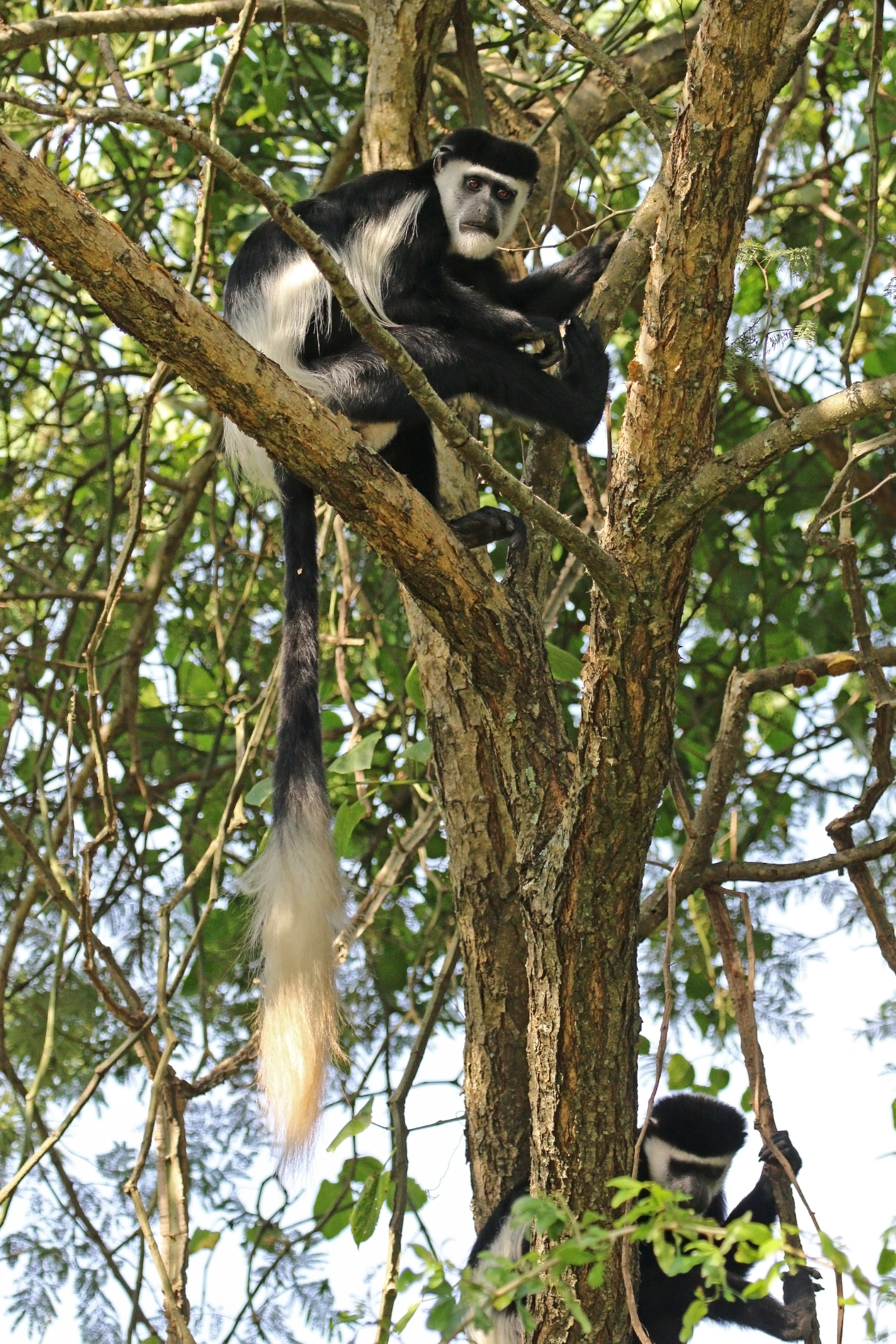
가지 위에서 생활한다.
서식지